# Episodi di Ballers (prima stagione)
La prima stagione della serie televisiva Ballers, composta da dieci episodi, è stata trasmessa sul canale statunitense HBO dal 21 giugno al 23 agosto 2015.
In Italia, la stagione è andata in onda in prima visione sul canale satellitare Sky Atlantic dal 4 settembre al 6 novembre 2015.
| nº | Titolo originale         | Titolo italiano     | Prima TV USA   | Prima TV Italia   |
| -- | ------------------------ | ------------------- | -------------- | ----------------- |
| 1  | Pilot                    | Ragazzo d'oro       | 21 giugno 2015 | 4 settembre 2015  |
| 2  | Raise Up                 | Rilanciare          | 28 giugno 2015 | 11 settembre 2015 |
| 3  | Move the Chains          | In cerca di ingaggi | 5 luglio 2015  | 18 settembre 2015 |
| 4  | Heads Will Roll          | Un contratto da re  | 12 luglio 2015 | 25 settembre 2015 |
| 5  | Machete Charge           | Il ricatto          | 19 luglio 2015 | 2 ottobre 2015    |
| 6  | Everything Is Everything | Il numero 18        | 26 luglio 2015 | 9 ottobre 2015    |
| 7  | Ends                     | L'ultimo saluto     | 2 agosto 2015  | 16 ottobre 2015   |
| 8  | Gaslighting              | Ai vecchi tempi     | 9 agosto 2015  | 23 ottobre 2015   |
| 9  | Head-On                  | Terapia d'urto      | 16 agosto 2015 | 30 ottobre 2015   |
| 10 | Flamingos                | Nuovo inizio        | 23 agosto 2015 | 6 novembre 2015   |